# Hoa hậu Việt Nam 2002
Hoa hậu Việt Nam 2002 là cuộc thi hoa hậu toàn quốc lần thứ 8 do báo Tiền Phong tổ chức. Đây cũng là lần đầu tiên sau 14 năm tổ chức, cuộc thi được chính thức mang tên gọi Hoa hậu Việt Nam thay cho tên cũ là Hoa hậu toàn quốc báo Tiền phong. Cuộc thi đã quy tụ được hơn 2000 hồ sơ đăng ký trên phạm vi cả nước. Vòng chung kết được tổ chức vào ngày 6 tháng 10 năm 2002 tại Thành phố Hồ Chí Minh. Sau 3 đêm thi căng thẳng tại Nhà thi đấu Phan Đình Phùng, vương miện hoa hậu đã thuộc về nữ sinh đất cảng, Phạm Thị Mai Phương.

## Vòng chung khảo phía Bắc
Đêm chung khảo được tổ chức đêm 11 tháng 8 tại cung văn hóa hữu nghị Việt Xô, Hà Nội. Kết quả cuối cùng chọn ra:
| Kết quả  | Thí sinh |
| -------- | --- |
| Hoa khôi | - Hải Phòng - Phạm Thị Mai Phương |
| Á khôi 1 | - Hải Dương - Nguyễn Thị Mai Hương |
| Á khôi 2 | - Hà Nội - Nguyễn Thanh Xuân |
| Top 5    | - Hà Nội - Đinh Hồng Hạnh - Thái Nguyên - Trần Thùy Linh |
| Top 15   | - Hải Phòng - Đoàn Thị Thuỳ An - Thái Nguyên - Chu Thị Hoàng Giang - Hà Nội - Nguyễn Thuý Hà - Hà Tĩnh - Nguyễn Thị Huế - Hà Nội - Hà Thanh Huyền - Thái Nguyên - Trịnh Thị Thanh Hường - Hải Phòng - Đặng Thuỳ Linh - Hải Phòng - Nguyễn Thị Nhung - Thái Nguyên - Đặng Thị Hồng Thiết - Hải Phòng - Trần Diệu Thuý |

## Vòng chung khảo phía Nam
Đêm chung khảo được tổ chức tại nhà thi đấu Phan Đình Phùng, thành phố Hồ Chí Minh. Kết quả cuối cùng chọn ra:
| Kết quả  | Thí sinh |
| -------- | --- |
| Hoa khôi | - Thành phố Hồ Chí Minh - Bùi Thị Hoàng Oanh |
| Á khôi 1 | - Thành phố Hồ Chí Minh - Nguyễn Hồng Hạnh |
| Á khôi 2 | - Cần Thơ - Bùi Thị Hương Giang |
| Top 24   | - Đồng Nai - Đinh Nguyễn Vân Anh - Thành phố Hồ Chí Minh - Nguyễn Hải Âu - Tiền Giang - Trần Ngọc Thuý Hà - Gia Lai - Mai Ly Hạnh - Đồng Nai - Bùi Thị Minh Hằng - Thành phố Hồ Chí Minh - Lâm Huỳnh Hoa - Tiền Giang - Nguyễn Hồng Hoa - Thành phố Hồ Chí Minh - Lê Nguyễn Diễm Hương - Thành phố Hồ Chí Minh - Trần Thị Kim Hương - Thành phố Hồ Chí Minh - Lê Ngân Khánh - Tiền Giang - Trần Hồng Lam - Bến Tre - Trần Phương Linh - An Giang - Huỳnh Thị Hoa Mai - Thành phố Hồ Chí Minh - Lê Thị Thanh Mai - Thành phố Hồ Chí Minh - Trần Bảo Ngọc - Khánh Hòa - Trần Thị Thanh Nương - Đắk Lắk - Phan Thị Phượng - Cà Mau - Lý Phượng Quyên - Thành phố Hồ Chí Minh - Phạm Hoàng Kim Thanh - Thành phố Hồ Chí Minh - Trần Thị Thanh Thủy - Thành phố Hồ Chí Minh - Võ Thu Trâm |

## Vòng chung kết toàn quốc
Vòng chung kết của Hoa hậu Việt Nam 2002 diễn ra vào các ngày 4, 5, 6/10 tới tại Nhà thi đấu Phan Đình Phùng, thành phố Hồ Chí Minh với 38 người đẹp được chọn ra từ hàng nghìn thí sinh trên cả ba miền. Kết quả cuối cùng:
| Kết quả                                         | Thí sinh                                                                                            | Vị trí quốc tế                        |
| Hoa hậu Việt Nam 2002 (Miss World Vietnam 2002) | - Phạm Thị Mai Phương                                                                               | - Top 20 – Hoa hậu Thế giới 2002      |
| Á hậu 1 (Miss Intercontinental Vietnam 2003)    | - Bùi Thị Hoàng Oanh                                                                                | - Tham dự – Hoa hậu Liên lục địa 2003 |
| Á hậu 2                                         | - Nguyễn Thị Mai Hương                                                                              |                                       |
| Top 5                                           | - Lê Thị Thanh Mai - Nguyễn Thanh Xuân                                                              |                                       |
| Top 10                                          | - Đinh Hồng Hạnh - Đặng Thị Hồng Thiết - Nguyễn Hồng Hạnh - Trần Ngọc Thúy Hà - Bùi Thị Hương Giang |                                       |

## Các giải thưởng phụ
| Giải phụ                       | Thí sinh                                   |
| ------------------------------ | ------------------------------------------ |
| Miss Pond's                    | - Hải Phòng - Phạm Thị Mai Phương          |
| Người đẹp mái tóc              | - Cần Thơ - Bùi Thị Hương Giang            |
| Người đẹp có gương mặt khả ái  | - Hà Nội - Đinh Hồng Hạnh                  |
| Người đẹp Hình thể             | - Thành phố Hồ Chí Minh - Lê Thị Thanh Mai |
| Người đẹp có làn da đẹp nhất   | - Hà Nội - Nguyễn Thanh Xuân               |
| Phong cách trình diễn đẹp nhất | - Tiền Giang - Trần Ngọc Thuý Hà           |
| Trang phục tự chọn đẹp nhất    | - Thái Nguyên - Đặng Thị Hồng Thiết        |
| Người đẹp Áo dài               | - Thành phố Hồ Chí Minh - Nguyễn Hồng Hạnh |

## Thông tin thí sinh
- 2002 là năm đầu tiên cuộc thi hoa hậu toàn quốc báo tiền phong được bộ văn hóa thông tin chính thức công nhận và đồng ý đổi tên thành hoa hậu Việt Nam [2].
- Khác với những lần trước, sân khấu của vòng chung kết toàn quốc năm 2002 có hình tròn, được cách điệu từ ý tưởng một bông sen hồng đang nở rộ nhằm tôn vinh vẻ đẹp các thí sinh của đạo diễn Huỳnh Phúc Điền[3].
- Với danh hiệu á hậu 2 của Nguyễn Thị Mai Hương, Hải Dương lần đầu có người đẹp lọt vào top 3 ở một cuộc thi sắc đẹp tầm cỡ quốc gia [4].
- Phạm Thị Mai Phương là Hoa khôi các tỉnh phía Bắc 2002, tham gia Hoa khôi Hải Phòng và đoạt giải phụ Người đẹp Áo dài, Top 20 Hoa hậu Thế giới 2002, Top 20 Miss Grand Slam 2002.
- Bùi Thị Hoàng Oanh là Hoa khôi các tỉnh phía Nam 2002, đại diện Việt Nam tham gia Hoa hậu Liên lục địa 2003 nhưng không đạt thành tích gì.
- Bùi Thị Hương Giang là Hoa khôi Đồng bằng sông Cửu Long 2002, Á khôi 2 Hoa khôi các tỉnh phía Nam 2002.
- Lê Thị Thanh Mai là Á hậu 2 Hoa hậu Phụ nữ Việt Nam qua ảnh 2003 cùng giải phụ Miss Civic White.
- Nguyễn Thanh Xuân là Á khôi 2 Hoa khôi các tỉnh phía Bắc 2002.

## Dự thi quốc tế
| Cuộc thi                   | Tên                 | Danh hiệu | Thứ hạng       | Giải thưởng đặc biệt |
| -------------------------- | ------------------- | --------- | -------------- | -------------------- |
| Miss World 2002            | Phạm Thị Mai Phương | Hoa hậu   | Top 20         | Không                |
| Miss Intercontinental 2003 | Bùi Thị Hoàng Oanh  | Á hậu 1   | Không đạt giải | Không                |